# Huanglingpai
Huanglingpai (黄陵派, Scuola della Collina Gialla) è uno stile di arti marziali cinesi che fa parte delle 5 pai ("scuole" o "fazioni") dell'Emeipai. Si è diffusa nel distretto amministrativo di Chengdu. Si sarebbe originato da Sengmen e Yuemen. Ci sono quattro storie sull'origine del nome di questo stile: la prima vorrebbe che fosse il nome di un tempio; la seconda si lega al fatto che si pensa che a Chengdu ci sia la tomba di Liu Bei; la terza racconta che durante il regno di Jiaqing (嘉庆) della dinastia Qing, un certo Huang Lin Daoren (黄林道人); la quarta spiega che questo stile proverrebbe dallo Shaanxi, dove vi sarebbe un collegamento con l'imperatore Giallo.